# Somerford Hall

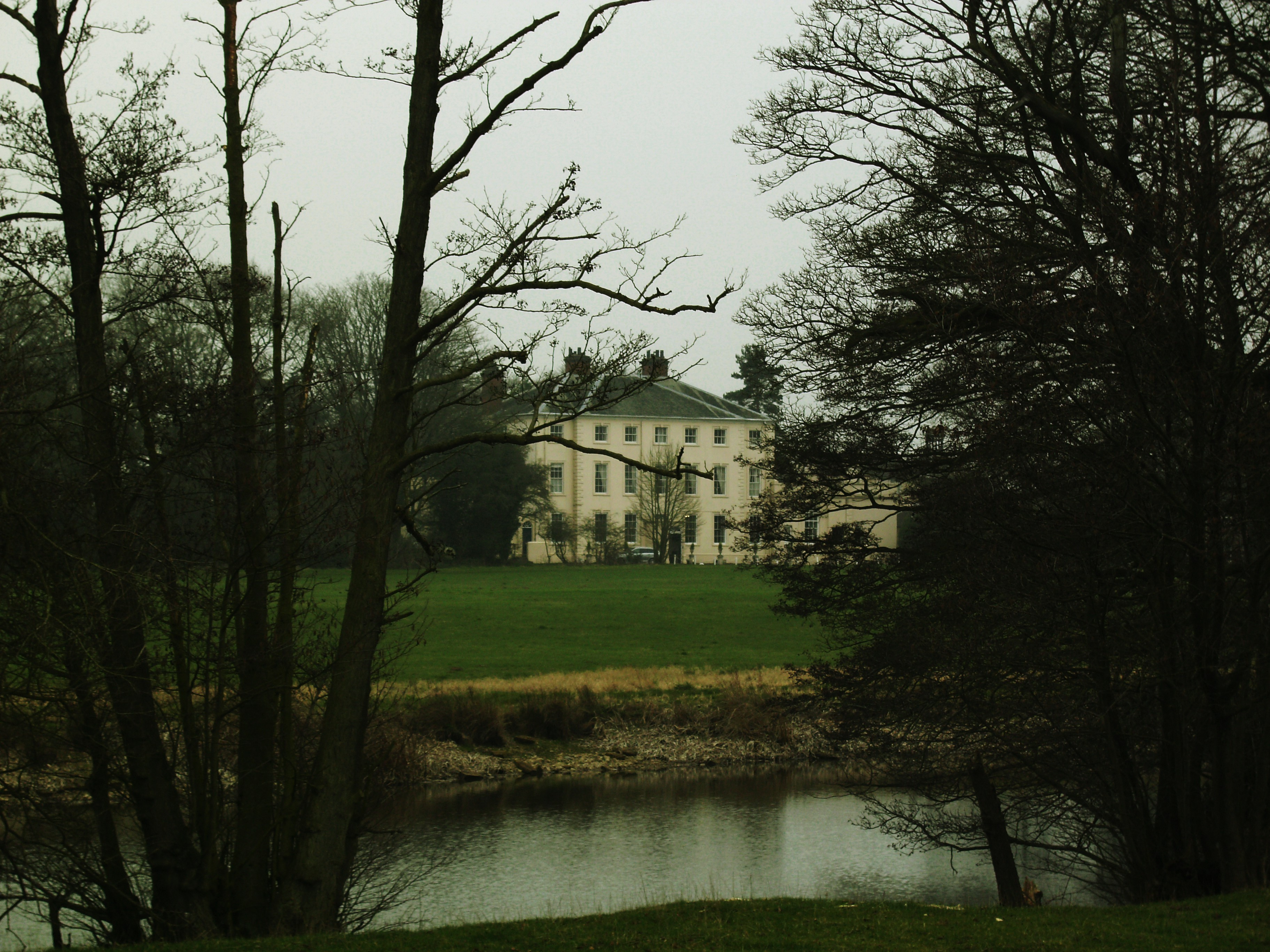
Somerford Hall, Brewood, Staffordshire, sede da família Monckton de 1779 a 1858.

O Somerford Hall é um palácio rural em Estilo Palladiano, localizado em Brewood, no Staffordshire, Inglaterra. O edifício, que agora serve como centro de conferências e funções, é um listed building classificado com o Grau II*.

## História
O solar de Somerford pertenceu, desde o século XII até 1705, à epónima família Somerford. A velha casa e propriedade estiveram na posse, por um curto período, de ir Walter Wrottesley, até que este as vendeu, em 1734, ao advogado Robert Barbor, por 5.400 libras.
Barbor substituiu o velho solar pelo actual palácio. O bloco central, com três pisos e sete secções, é flanqeado por pavilhões de piso único, com empenas gabletes encimadas por frontões e remates com bolas.
Em 1779, a propriedade foi comprada pelo Honorável Edward Monckton, (um dos filhos mais novos do Visconde Galway e meio-irmão do Robert Monckton) que tinha feito a sua fortuna na Índia. Monckton, que foi Alto Xerife de Staffordshire em 1835, empreendeu alterações ao palácio, incluindo a provisão dum portal de entrada. Os terrenos foram organizados por Humphrey Repton.
Por volta de 1858, o então chefe da família Monckton, Francis Monckton, mudou-se, indo viver para o Stretton Hall, tendo o e deixando o Somerford Hall aos arrendatários.
Em 1945, a propriedade foi convertida em apartamentos residenciais, mas mais reecentemente foi renovado, remobilado e aberto como centro de conferências.